# Mirbelia
 Mirbelia je rod rostlin z čeledi bobovité. Jsou to keře a polokeře s jednoduchými listy a různě zbarvenými motýlovitými květy. Rod zahrnuje 32 druhů a vyskytuje se výhradně v Austrálii.

## Popis
Zástupci rodu Mirbelia jsou polokeře nebo keře dorůstající až 2 metrů výšky. Listy jsou nejčastěji vstřícné, řidčeji střídavé nebo přeslenité, jednoduché, řapíkaté až přisedlé, celokrajné nebo laločnaté s laloky zakončenými ostnem. U některých druhů (např. Mirbelia ramulosa) jsou listy redukované na šupiny nebo mohou zcela chybět. Palisty jsou drobné, štětinovité nebo chybějí. Květy jsou žluté, oranžové, purpurové nebo modré, jednotlivé nebo uspořádané v úžlabních či vrcholových hroznech. Kalich je zakončen 5 přibližně stejně dlouhými laloky, z nichž horní dva bývají širší a více srostlé než ostatní. Pavéza je okrouhlá nebo ledvinovitá, nehetnatá. Křídla jsou podlouhlá, delší a užší než člunek. Tyčinek je 10 a jsou volné. Semeník je téměř přisedlý a obsahuje 2 až mnoho vajíček. Čnělka je zahnutá, zakončená drobnou hlavatou bliznou. Plody jsou podlouhle vejcovité, nafouklé a podélně přehrazené falešnou přehrádkou vyrůstající ze spodního švu. Semena jsou černá, lesklá.

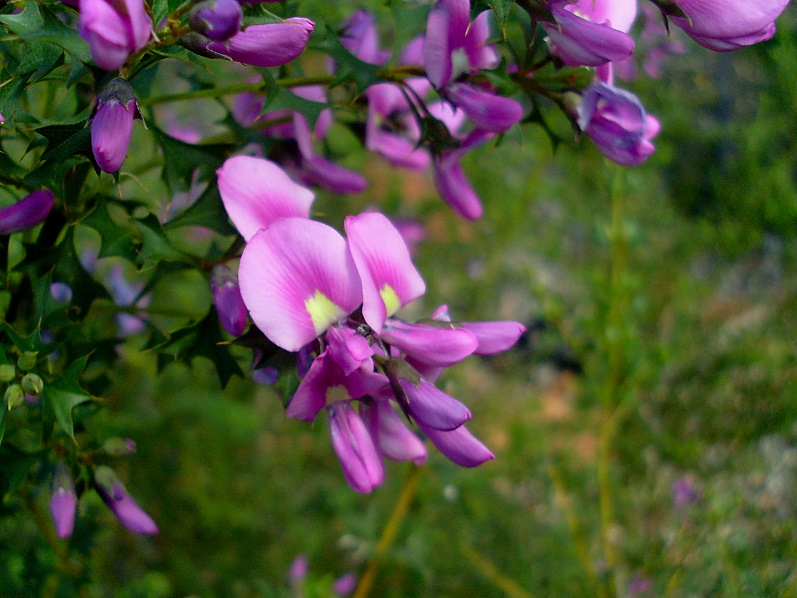
Mirbelia dilatata
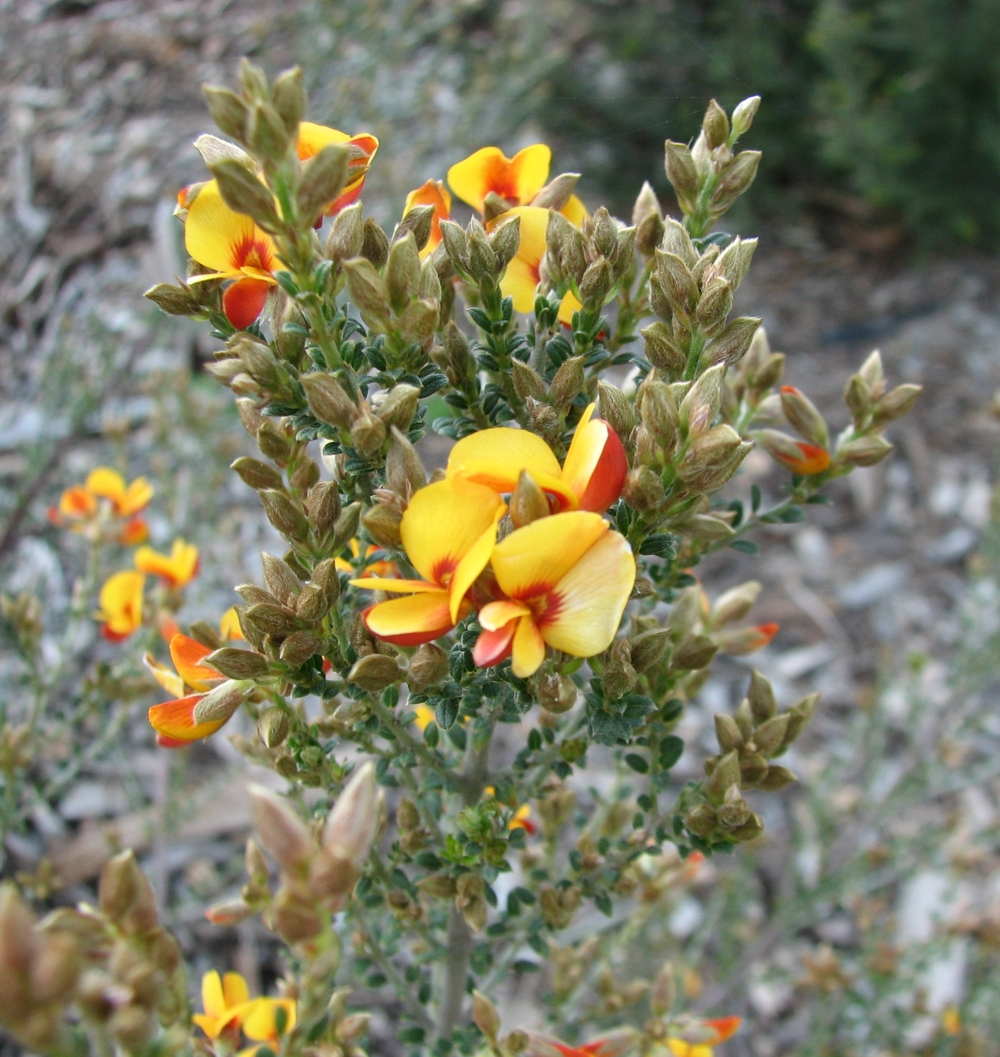
Mirbelia oxylobioides
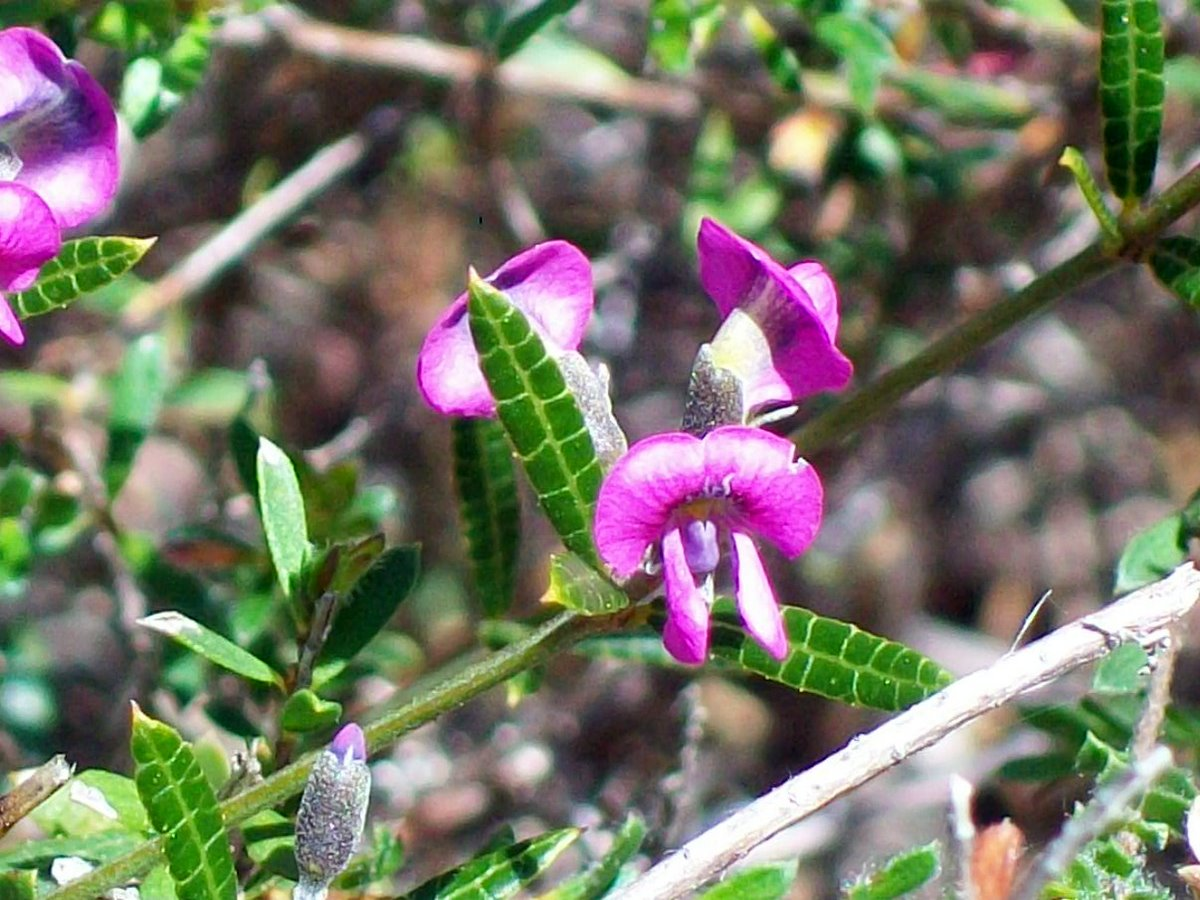
'Mirbelia rubiifolia

## Rozšíření
Rod Mirbelia zahrnuje 32 druhů. Je rozšířen pouze v Austrálii. Nejvíce druhů roste na jihovýchodě a jihozápadu kontinentu. Rostou zejména v eukalyptových lesích a na planinách při pobřeží, na pískovcových platech a ve vrchovinách. Vyhledávají zejména písčité až skeletovité půdy.

## Význam
Některé druhy jsou perspektivní okrasné rostliny.